# Ézy-sur-Eure
Ézy-sur-Eure (hasta 1932 simplemente Ézy) es una localidad y comuna francesa situada en la región de Alta Normandía, departamento de Eure, en el distrito de Évreux y cantón de Saint-André-de-l'Eure.

## Geografía
La comuna se encuentra a orillas del río Eure, en el límite del departamento de ese nombre con el de Eure y Loir. Al norte se extiende el bosque de Ivry, al oeste el de Roseux y al sur, ya en el departamento vecino, el de Dreux. La vía de comunicación principal, la carretera D143, sigue el curso del río. Varios puentes comunican la población con Anet y Saussay.
El término cuenta con 335 hectáreas de bosques, más del 37% de la superficie de la comuna.

## Demografía
| 703 | 725 | 844 | 742 | 870 | 848 | 870 | 831 | 946 | 1 106 | 1 373 | 1 331 | 1 523 | 1 572 | 1 594 | 1 620 | 1 614 | 1 716 | 1 789 | 1 816 | 1 687 | 1 763 | 1 854 | 1 867 | 1 913 | 1 849 | 1 978 | 2 023 | 2 167 | 2 461 | 2 805 | 3 087 | 3 101 |
| Para los censos de 1962 a 1999 la población legal corresponde a la población sin duplicidades (Fuente: INSEE [Consultar]) |     |     |     |     |     |     |     |     |       |       |       |       |       |       |       |       |       |       |       |       |       |       |       |       |       |       |       |       |       |       |       |       |

Gráfico de evolución demográfica de la comuna desde 1793 hasta 2006

### Aglomeración urbana
La aglomeración urbana  de Ézy se extiende a ambos lados del Eure, incluyendo dos comunas del departamento de Eure (Ézy-sur-Eure y Croth) y cuatro del de Eure y Loir (Anet, Sorel-Moussel, Saussay y Boncourt). Comprende una superficie de 48,38 km² y una población (censo de 1999) de 4.361 habitantes.

## Administración

### Alcaldes
- De 1965 a	1977: Daniel Champeau
- De 1977 a	1983: Henri Leconte
- De 1983 a	1986: Aimé Texier (PSF)
- De 1986 a	1998: Jean Gatelais (RPR)
- De 1998 a	2001: Jean Morinet (RPR)
- Desde marzo de 2001: Martine Rousset

### Entidades intercomunales
Ézy-sur-Eure está integrada en la Communauté de communes Val d'Eure et Vesgre . Esta agrupación de comunas tiene su sede en Anet (Eure y Loir), y  por tanto fuera del departamento de Eure.
Además forma parte de diversos sindicatos intercomunales para la prestación de diversos servicios públicos:
- S.I.A.E de la Vallée d'Eure .
- Syndicat de voirie du canton de Saint André de l'Eure .
- Syndicat de l'électricité et du gaz de l'Eure (SIEGE) .
- Syndicat intercommunal des ordures ménagères (SIDOM) .
- Syndicat de la Vallée d'Eure (1re section) .
- Syndicat intercommunal de la voie verte de l'Eure à l'Avre .

### Riesgos
La prefectura del departamento de Eure incluye la comuna en la previsión de riesgos mayores  por:
- Presencia de cavidades subterráneas.
- Riesgo de inundación.

### Establecimientos escolares
Dispone  de una escuela maternal y otra primaria.

## Economía
Se trata de una población de tradición industrial. Las manufacturas de peines e instrumentos musicales fueron importantes en el siglo pasado. Actualmente el mayor empleador es  el grupo Saillard  (75 empleados), dedicado a embalajes de cartón.

## Hermanamiento
- Brensbach  Alemania, desde 1977.

## Lugares y monumentos
- Museo del Peine ; la fabricación de peines fue una industria local tradicional desde el siglo XV.
- Iglesia de Saint-André, construida en 1956. Está inscrita como monumento histórico . Es obra del arquitecto Patrice Novarina, con vidrieras de Raoul Ubac y Elvire Jan. Actualmente (2008) se está construyendo un campanario, proyecto también de Novarina . El templo sustituye a uno del siglo XI que se hundió en 1940 y quedó en ruinas. El culto católico de Ézy depende de la parroquia de Saint André Plateau et Vallée en Ivry-la-Bataille.

## Actividades
- Clásica ciclista París-Ézy , que se celebra desde 1932.

## Personajes vinculados
- Frédéric Passy, periodista y político.